# Équipe d'Australie féminine de football à la Coupe du monde 2019
L'équipe d'Australie féminine de football participe à la Coupe du monde de 2019 organisée en France du 7 juin 2019 au 7 juillet 2019.

## Qualification
L'Australie se qualifie grâce à sa deuxième place lors de la Coupe d'Asie des nations féminine de football 2018.

## Préparation

### Maillot
Pendant la Coupe du Monde féminine 2019, l'équipe d'Australie porte un maillot confectionné par l'équipementier Nike. Le maillot domicile est majoritairement jaune avec des parties vertes et blanches, le tout façon comme si le maillot avait été peint rapidement. Le maillot extérieur est vert foncé avec deux fines bandes plus claires le traversant en diagonal.

## Joueuses et encadrement technique
La sélection finale est annoncée le 14 mai 2019.

## Compétition
Pour un article plus général, voir Coupe du monde féminine de football 2019.

### Format et tirage au sort
Les 24 équipes qualifiées pour la Coupe du monde sont réparties en quatre chapeaux de six équipes. Lors du tirage au sort, six groupes de quatre équipes sont formés, les quatre équipes de chaque groupe provenant chacune d'un chapeau différent. Celles-ci s'affrontent une fois chacune : à la fin des trois journées, les deux premiers de chaque groupe sont qualifiés pour les huitièmes de finale, ainsi que les quatre meilleurs troisième de groupe.
L'Australie est placée dans le chapeau 1. Celui-ci est composé des équipes nord-américaines (États-Unis et Canada) aux côtés de trois européennes (France, Allemagne et Angleterre) et d'un des deux représentants de l'Océanie, l'Australie.
Le tirage donne alors pour adversaires la Jamaïque, l'Italie et le Brésil.

### Premier tour - Groupe C
| Rang | Équipe    | Pts | J | G | N | P | Bp | Bc | Diff |
| ---- | --------- | --- | - | - | - | - | -- | -- | ---- |
| 1    | Italie    | 6   | 3 | 2 | 0 | 1 | 7  | 2  | +5   |
| 2    | Australie | 6   | 3 | 2 | 0 | 1 | 8  | 5  | +3   |
| 3    | Brésil    | 6   | 3 | 2 | 0 | 1 | 6  | 3  | +3   |
| 4    | Jamaïque  | 0   | 3 | 0 | 0 | 3 | 1  | 12 | -11  |

#### Australie - Italie
| Match 5           | Australie    | 1 - 2   | Italie                                   | Stade du Hainaut, Valenciennes                                                          |                                                                                         |
| 9 juin 2019 13:00 | Kerr 22e     | (1 - 0) | 56e Bonansea · 90+5e Bonansea ( Cernoia) | Spectateurs : 15 380 Arbitrage : Melissa Borjas Arbitre vidéo : Carlos del Cerro Grande | Spectateurs : 15 380 Arbitrage : Melissa Borjas Arbitre vidéo : Carlos del Cerro Grande |
| 9 juin 2019 13:00 | De Vanna 76e | Rapport | 21e Gama · 63e Girelli · 69e Cernoia     | Spectateurs : 15 380 Arbitrage : Melissa Borjas Arbitre vidéo : Carlos del Cerro Grande | Spectateurs : 15 380 Arbitrage : Melissa Borjas Arbitre vidéo : Carlos del Cerro Grande |

| Australie | Italie |

| AUSTRALIE :     |    |                      |     |     |
|                 |    |                      |     |     |
| Gardien de but  | 1  | Lydia Williams       |     |     |
|                 | 7  | Steph Catley         |     |     |
|                 | 14 | Alanna Kennedy       |     |     |
|                 | 4  | Clare Polkinghorne   |     |     |
|                 | 21 | Ellie Carpenter      |     |     |
|                 | 10 | Emily van Egmond     |     |     |
|                 | 13 | Tameka Yallop        |     | 83e |
|                 | 6  | Chloe Logarzo        |     | 61e |
|                 | 16 | Hayley Raso          |     | 69e |
|                 | 9  | Caitlin Foord        |     |     |
|                 | 20 | Sam Kerr             |     |     |
| Remplaçantes :  |    |                      |     |     |
|                 | 11 | Lisa De Vanna        | 76e | 61e |
|                 | 19 | Katrina Gorry        |     | 69e |
|                 | 8  | Elise Kellond-Knight |     | 83e |
| Sélectionneur : |    |                      |     |     |
| Ante Milicic    |    |                      |     |     |

| ITALIE :         |    |                       |     |     |
|                  |    |                       |     |     |
| Gardien de but   | 1  | Laura Giuliani        |     |     |
|                  | 2  | Valentina Bergamaschi |     | 77e |
|                  | 3  | Sara Gama             | 21e |     |
|                  | 5  | Elena Linari          |     |     |
|                  | 7  | Alia Guagni           |     |     |
|                  | 4  | Aurora Galli          |     | 46e |
|                  | 23 | Manuela Giugliano     |     |     |
|                  | 21 | Valentina Cernoia     | 70e |     |
|                  | 18 | Ilaria Mauro          |     | 58e |
|                  | 10 | Cristiana Girelli     | 63e |     |
|                  | 11 | Barbara Bonansea      |     |     |
| Remplaçantes :   |    |                       |     |     |
|                  | 13 | Elisa Bartoli         |     | 46e |
|                  | 9  | Daniela Sabatino      |     | 58e |
|                  | 19 | Valentina Giacinti    |     | 77e |
| Sélectionneuse : |    |                       |     |     |
| Milena Bertolini |    |                       |     |     |

| Assistantes : Shirley Perello Felisha Mariscal Quatrième arbitre : Ekaterina Koroleva Arbitre vidéo : Carlos del Cerro Grande Assistants arbitre vidéo : Luciana Mascarana Jose Maria Sanchez Femme du Match : Barbara Bonansea |

#### Australie - Brésil
| Match 16           | Australie                                                            | 3 - 2   | Brésil                                      | Stade de la Mosson, Montpellier                                                 |                                                                                 |
| 13 juin 2019 18:00 | ( Logarzo) Foord 45+1e · ( Carpenter) Logarzo 58e · Mônica 66e (csc) | (1 - 2) | 27e (pen.) Marta · 38e Cristiane ( Debinha) | Spectateurs : 17 032 Arbitrage : Esther Staubli Arbitre vidéo : Bastian Dankert | Spectateurs : 17 032 Arbitrage : Esther Staubli Arbitre vidéo : Bastian Dankert |
| 13 juin 2019 18:00 |                                                                      | Rapport | 85e Andressa · 87e Luana                    | Spectateurs : 17 032 Arbitrage : Esther Staubli Arbitre vidéo : Bastian Dankert | Spectateurs : 17 032 Arbitrage : Esther Staubli Arbitre vidéo : Bastian Dankert |

| Australie | Brésil |

| AUSTRALIE :     |    |                      |  |       |
|                 |    |                      |  |       |
| Gardien de but  | 1  | Lydia Williams       |  |       |
|                 | 21 | Ellie Carpenter      |  |       |
|                 | 14 | Alanna Kennedy       |  |       |
|                 | 7  | Steph Catley         |  |       |
|                 | 8  | Elise Kellond-Knight |  |       |
|                 | 13 | Tameka Yallop        |  |       |
|                 | 10 | Emily van Egmond     |  |       |
|                 | 6  | Chloe Logarzo        |  |       |
|                 | 15 | Emily Gielnik        |  | 72e   |
|                 | 20 | Sam Kerr             |  |       |
|                 | 9  | Caitlin Foord        |  | 90+5e |
| Remplaçantes :  |    |                      |  |       |
|                 | 16 | Hayley Raso          |  | 72e   |
|                 | 5  | Karly Roestbakken    |  | 90+5e |
| Sélectionneur : |    |                      |  |       |
| Ante Milicic    |    |                      |  |       |

| BRÉSIL :        |    |                |     |     |
|                 |    |                |     |     |
| Gardien de but  | 1  | Bárbara        |     |     |
|                 | 13 | Letícia Santos |     |     |
|                 | 14 | Kathellen      |     |     |
|                 | 21 | Mônica         |     |     |
|                 | 6  | Tamires        |     |     |
|                 | 9  | Debinha        |     |     |
|                 | 8  | Formiga        | 14e | 46e |
|                 | 5  | Thaisa         |     |     |
|                 | 7  | Andressa Alves | 85e |     |
|                 | 11 | Cristiane      |     | 75e |
|                 | 10 | Marta          |     | 46e |
| Remplaçantes :  |    |                |     |     |
|                 | 19 | Ludmila        |     | 46e |
|                 | 18 | Luana          | 87e | 46e |
|                 | 16 | Beatriz        |     | 75e |
| Sélectionneur : |    |                |     |     |
| Vadão           |    |                |     |     |

| Assistantes : Sian Massey Susanne Kung Quatrième arbitre : Stéphanie Frappart Arbitre vidéo : Bastian Dankert Assistants arbitre vidéo : Lucie Ratajova Sascha Stegemann Femme du Match : Chloe Logarzo |

#### Jamaïque - Australie
| Match 29           | Jamaïque           | 1 – 4   | Australie                                                     | Stade des Alpes, Grenoble                        |                                                  |
| 18 juin 2019 21:00 | ( Shaw) Solaun 49e | (0 - 2) | 11e Kerr ( Gielnik) · 42e Kerr ( Gorry) · 69e Kerr · 83e Kerr | Spectateurs : 17 402 Arbitrage : Katalin Kulcsár | Spectateurs : 17 402 Arbitrage : Katalin Kulcsár |
| 18 juin 2019 21:00 | Plummer 71e        | Rapport | 76e van Egmond                                                | Spectateurs : 17 402 Arbitrage : Katalin Kulcsár | Spectateurs : 17 402 Arbitrage : Katalin Kulcsár |

| Jamaïque | Australie |

| JAMAÏQUE :      |    |                    |     |     |
|                 |    |                    |     |     |
| Gardien de but  | 13 | Nicole McClure     |     |     |
|                 | 12 | Sashana Campbell   |     |     |
|                 | 5  | Konya Plummer      | 71e |     |
|                 | 17 | Allyson Swaby      |     |     |
|                 | 14 | Deneisha Blackwood |     |     |
|                 | 4  | Chantelle Swaby    |     |     |
|                 | 11 | Khadija Shaw       |     |     |
|                 | 19 | Toriana Patterson  |     |     |
|                 | 22 | Mireya Grey        |     | 72e |
|                 | 20 | Cheyna Matthews    |     | 59e |
|                 | 15 | Tiffany Cameron    |     | 46e |
| Remplaçantes :  |    |                    |     |     |
|                 | 6  | Havana Solaun      | 49e | 46e |
|                 | 18 | Trudi Carter       |     | 59e |
|                 | 10 | Jody Brown         |     | 72e |
| Sélectionneur : |    |                    |     |     |
| Hue Menzies     |    |                    |     |     |

| AUSTRALIE :     |    |                   |                 |     |
|                 |    |                   |                 |     |
| Gardien de but  | 1  | Lydia Williams    |                 |     |
|                 | 21 | Ellie Carpenter   |                 |     |
|                 | 14 | Alanna Kennedy    |                 |     |
|                 | 7  | Stephanie Catley  |                 |     |
|                 | 5  | Karly Roestbakken |                 |     |
|                 | 6  | Chloe Logarzo     |                 |     |
|                 | 10 | Emily van Egmond  | 76e             |     |
|                 | 19 | Katrina Gorry     |                 | 87e |
|                 | 15 | Emily Gielnik     |                 | 59e |
|                 | 20 | Sam Kerr          | 11e 42e 69e 83e |     |
|                 | 11 | Lisa De Vanna     |                 | 63e |
| Remplaçantes :  |    |                   |                 |     |
|                 | 9  | Caitlin Foord     |                 | 59e |
|                 | 16 | Hayley Raso       |                 | 63e |
|                 | 3  | Aivi Luik         |                 | 87e |
| Sélectionneur : |    |                   |                 |     |
| Ante Milicic    |    |                   |                 |     |

| Assistantes : Katalin Török Sanja Rodak Quatrième arbitre : Jana Adámková Arbitre vidéo : José María Sánchez Assistants arbitre vidéo : Sian Massey Mohammed Abdulla Mohammed Femme du Match : Sam Kerr |

### Phase à élimination directe

#### Huitième de finale: Norvège - Australie
| Match 38           | Norvège                                 | 1 - 1 ap              | Australie               | Stade de Nice, Nice                           |                                               |
| 22 juin 2019 21:00 | ( Sævik) Herlovsen 31e                  | (1 - 0, 1 - 1, 1 - 1) | 83e Kellond-Knight      | Spectateurs : 12 229 Arbitrage : Riem Hussein | Spectateurs : 12 229 Arbitrage : Riem Hussein |
| 22 juin 2019 21:00 | Minde 53e · Utland 96e · Risa 105+2e    | Rapport               | 104e Kennedy ·          | Spectateurs : 12 229 Arbitrage : Riem Hussein | Spectateurs : 12 229 Arbitrage : Riem Hussein |
| 22 juin 2019 21:00 | Graham Hansen · Reiten · Mjelde · Engen | Tirs au but 4 - 1     | Kerr · Gielnik · Catley | Spectateurs : 12 229 Arbitrage : Riem Hussein | Spectateurs : 12 229 Arbitrage : Riem Hussein |

| Norvège | Australie |

| NORVEGE :       |    |                            |        |      |
|                 |    |                            |        |      |
| Gardien de but  | 1  | Ingrid Hjelmseth           |        |      |
|                 | 2  | Ingrid Moe Wold            |        | 102e |
|                 | 3  | Maria Thorisdottir         |        |      |
|                 | 6  | Maren Mjelde               |        |      |
|                 | 8  | Vilde Bøe Risa             | 105+2e |      |
|                 | 9  | Isabell Herlovsen          |        | 77e  |
|                 | 10 | Caroline Graham Hansen     |        |      |
|                 | 14 | Ingrid Syrstad Engen       |        |      |
|                 | 16 | Guro Reiten                |        |      |
|                 | 17 | Kristine Minde             | 53e    |      |
|                 | 21 | Karina Sævik               |        | 72e  |
| Remplaçantes :  |    |                            |        |      |
|                 | 18 | Frida Maanum               |        | 72e  |
|                 | 11 | Lisa-Marie Karlseng Utland | 96e    | 77e  |
|                 | 5  | Synne Skinnes Hansen       |        | 102e |
| Sélectionneur : |    |                            |        |      |
| Martin Sjögren  |    |                            |        |      |

| AUSTRALIE :     |    |                      |      |        |
|                 |    |                      |      |        |
| Gardien de but  | 1  | Lydia Williams       |      |        |
|                 | 6  | Chloe Logarzo        |      |        |
|                 | 7  | Steph Catley         |      |        |
|                 | 8  | Elise Kellond-Knight |      | 94e    |
|                 | 9  | Caitlin Foord        |      |        |
|                 | 10 | Emily van Egmond     |      | 116e   |
|                 | 13 | Tameka Yallop        |      |        |
|                 | 14 | Alanna Kennedy       | 104e |        |
|                 | 16 | Hayley Rosa          |      | 74e    |
|                 | 20 | Sam Kerr             |      |        |
|                 | 21 | Ellie Carpenter      |      | 120+2e |
| Remplaçantes :  |    |                      |      |        |
|                 | 15 | Emily Gielnik        |      | 74e    |
|                 | 4  | Clare Polkinghorne   |      | 94e    |
|                 | 5  | Karly Roestbakken    |      | 116e   |
|                 | 22 | Amy Harrison         |      | 120+2e |
| Sélectionneur : |    |                      |      |        |
| Ante Milicic    |    |                      |      |        |

| Assistantes : Kylie Cockburn Mihaela Tepusa Quatrième arbitre : Jana Adamkova Cinquième arbitre : Maria Sukenikova Arbitre vidéo : Felix Zwayer Assistants arbitre vidéo : Katrin Rafalski Sascha Stegemann Femme du Match : Caroline Graham Hansen |

## Temps de jeu
| Joueuses             |            |            |            |            | TT         | But inscrit | Passe décisive | MJ         | MT         | Légende |
| -------------------- | ---------- | ---------- | ---------- | ---------- | ---------- | ----------- | -------------- | ---------- | ---------- | --- |
| Gardiennes           | Gardiennes | Gardiennes | Gardiennes | Gardiennes | Gardiennes | Gardiennes  | Gardiennes     | Gardiennes | Gardiennes | Abréviations et symboles : TT : Total de minutes jouées MJ : Nombre de matchs joués MT : Matchs joués en tant que titulaire : but : passe décisive : joueuse entrée : joueuse remplacée : capitaine : carton jaune : carton rouge |
| Lydia Williams       | 90         | 90         | 90         | 120        | 390        | -           | -              | 4          | 4          | Abréviations et symboles : TT : Total de minutes jouées MJ : Nombre de matchs joués MT : Matchs joués en tant que titulaire : but : passe décisive : joueuse entrée : joueuse remplacée : capitaine : carton jaune : carton rouge |
| Teagan Micah         | -          | -          | -          | -          | -          | -           | -              | -          | -          | Abréviations et symboles : TT : Total de minutes jouées MJ : Nombre de matchs joués MT : Matchs joués en tant que titulaire : but : passe décisive : joueuse entrée : joueuse remplacée : capitaine : carton jaune : carton rouge |
| Mackenzie Arnold     | -          | -          | -          | -          | -          | -           | -              | -          | -          | Abréviations et symboles : TT : Total de minutes jouées MJ : Nombre de matchs joués MT : Matchs joués en tant que titulaire : but : passe décisive : joueuse entrée : joueuse remplacée : capitaine : carton jaune : carton rouge |
| Défenseures          |            |            |            |            |            |             |                |            |            | Abréviations et symboles : TT : Total de minutes jouées MJ : Nombre de matchs joués MT : Matchs joués en tant que titulaire : but : passe décisive : joueuse entrée : joueuse remplacée : capitaine : carton jaune : carton rouge |
| Gema Simon           | -          | -          | -          | -          | -          | -           | -              | -          | -          | Abréviations et symboles : TT : Total de minutes jouées MJ : Nombre de matchs joués MT : Matchs joués en tant que titulaire : but : passe décisive : joueuse entrée : joueuse remplacée : capitaine : carton jaune : carton rouge |
| Clare Polkinghorne   | 90         | -          | -          | 26         | 116        | -           | -              | 2          | 1          | Abréviations et symboles : TT : Total de minutes jouées MJ : Nombre de matchs joués MT : Matchs joués en tant que titulaire : but : passe décisive : joueuse entrée : joueuse remplacée : capitaine : carton jaune : carton rouge |
| Karly Roestbakken    | -          | 0          | 90         | 4          | 94         | -           | -              | 3          | 1          | Abréviations et symboles : TT : Total de minutes jouées MJ : Nombre de matchs joués MT : Matchs joués en tant que titulaire : but : passe décisive : joueuse entrée : joueuse remplacée : capitaine : carton jaune : carton rouge |
| Steph Catley         | 90         | 90         | 90         | 120        | 390        | -           | -              | 4          | 4          | Abréviations et symboles : TT : Total de minutes jouées MJ : Nombre de matchs joués MT : Matchs joués en tant que titulaire : but : passe décisive : joueuse entrée : joueuse remplacée : capitaine : carton jaune : carton rouge |
| Alanna Kennedy       | 90         | 90         | 90         | 104        | 374        | -           | -              | 4          | 4          | Abréviations et symboles : TT : Total de minutes jouées MJ : Nombre de matchs joués MT : Matchs joués en tant que titulaire : but : passe décisive : joueuse entrée : joueuse remplacée : capitaine : carton jaune : carton rouge |
| Ellie Carpenter      | 90         | 90         | 90         | 120        | 390        | -           | 1              | 4          | 4          | Abréviations et symboles : TT : Total de minutes jouées MJ : Nombre de matchs joués MT : Matchs joués en tant que titulaire : but : passe décisive : joueuse entrée : joueuse remplacée : capitaine : carton jaune : carton rouge |
| Teigen Allen         | -          | -          | -          | -          | -          | -           | -              | -          | -          | Abréviations et symboles : TT : Total de minutes jouées MJ : Nombre de matchs joués MT : Matchs joués en tant que titulaire : but : passe décisive : joueuse entrée : joueuse remplacée : capitaine : carton jaune : carton rouge |
| Milieux              |            |            |            |            |            |             |                |            |            | Abréviations et symboles : TT : Total de minutes jouées MJ : Nombre de matchs joués MT : Matchs joués en tant que titulaire : but : passe décisive : joueuse entrée : joueuse remplacée : capitaine : carton jaune : carton rouge |
| Aivi Luik            | -          | -          | 3          | -          | 3          | -           | -              | 1          | -          | Abréviations et symboles : TT : Total de minutes jouées MJ : Nombre de matchs joués MT : Matchs joués en tant que titulaire : but : passe décisive : joueuse entrée : joueuse remplacée : capitaine : carton jaune : carton rouge |
| Chloe Logarzo        | 61         | 90         | 90         | 120        | 361        | 1           | 1              | 4          | 4          | Abréviations et symboles : TT : Total de minutes jouées MJ : Nombre de matchs joués MT : Matchs joués en tant que titulaire : but : passe décisive : joueuse entrée : joueuse remplacée : capitaine : carton jaune : carton rouge |
| Elise Kellond-Knight | 7          | 90         | -          | 94         | 191        | 1           | -              | 3          | 2          | Abréviations et symboles : TT : Total de minutes jouées MJ : Nombre de matchs joués MT : Matchs joués en tant que titulaire : but : passe décisive : joueuse entrée : joueuse remplacée : capitaine : carton jaune : carton rouge |
| Emily van Egmond     | 90         | 90         | 90         | 116        | 386        | -           | -              | 4          | 4          | Abréviations et symboles : TT : Total de minutes jouées MJ : Nombre de matchs joués MT : Matchs joués en tant que titulaire : but : passe décisive : joueuse entrée : joueuse remplacée : capitaine : carton jaune : carton rouge |
| Tameka Yallop        | 83         | 90         | -          | 120        | 293        | -           | -              | 3          | 3          | Abréviations et symboles : TT : Total de minutes jouées MJ : Nombre de matchs joués MT : Matchs joués en tant que titulaire : but : passe décisive : joueuse entrée : joueuse remplacée : capitaine : carton jaune : carton rouge |
| Katrina Gorry        | 21         | -          | 87         | -          | 108        | -           | 1              | 2          | 1          | Abréviations et symboles : TT : Total de minutes jouées MJ : Nombre de matchs joués MT : Matchs joués en tant que titulaire : but : passe décisive : joueuse entrée : joueuse remplacée : capitaine : carton jaune : carton rouge |
| Amy Harrison         | -          | -          | -          | 0          | 0          | -           | -              | 1          | -          | Abréviations et symboles : TT : Total de minutes jouées MJ : Nombre de matchs joués MT : Matchs joués en tant que titulaire : but : passe décisive : joueuse entrée : joueuse remplacée : capitaine : carton jaune : carton rouge |
| Attaquantes          |            |            |            |            |            |             |                |            |            | Abréviations et symboles : TT : Total de minutes jouées MJ : Nombre de matchs joués MT : Matchs joués en tant que titulaire : but : passe décisive : joueuse entrée : joueuse remplacée : capitaine : carton jaune : carton rouge |
| Caitlin Foord        | 90         | 90         | 31         | 120        | 331        | 1           | -              | 4          | 3          | Abréviations et symboles : TT : Total de minutes jouées MJ : Nombre de matchs joués MT : Matchs joués en tant que titulaire : but : passe décisive : joueuse entrée : joueuse remplacée : capitaine : carton jaune : carton rouge |
| Lisa De Vanna        | 29         | -          | 63         | -          | 92         | -           | -              | 2          | 1          | Abréviations et symboles : TT : Total de minutes jouées MJ : Nombre de matchs joués MT : Matchs joués en tant que titulaire : but : passe décisive : joueuse entrée : joueuse remplacée : capitaine : carton jaune : carton rouge |
| Emily Gielnik        | -          | 72         | 59         | 46         | 177        | -           | 1              | 3          | 2          | Abréviations et symboles : TT : Total de minutes jouées MJ : Nombre de matchs joués MT : Matchs joués en tant que titulaire : but : passe décisive : joueuse entrée : joueuse remplacée : capitaine : carton jaune : carton rouge |
| Hayley Raso          | 69         | 18         | 27         | 74         | 188        | -           | -              | 4          | 2          | Abréviations et symboles : TT : Total de minutes jouées MJ : Nombre de matchs joués MT : Matchs joués en tant que titulaire : but : passe décisive : joueuse entrée : joueuse remplacée : capitaine : carton jaune : carton rouge |
| Mary Fowler          | -          | -          | -          | -          | -          | -           | -              | -          | -          | Abréviations et symboles : TT : Total de minutes jouées MJ : Nombre de matchs joués MT : Matchs joués en tant que titulaire : but : passe décisive : joueuse entrée : joueuse remplacée : capitaine : carton jaune : carton rouge |
| Sam Kerr             | 90         | 90         | 90         | 120        | 390        | 5           | -              | 4          | 4          | Abréviations et symboles : TT : Total de minutes jouées MJ : Nombre de matchs joués MT : Matchs joués en tant que titulaire : but : passe décisive : joueuse entrée : joueuse remplacée : capitaine : carton jaune : carton rouge |
| Total                |            |            |            |            |            |             |                |            |            | Abréviations et symboles : TT : Total de minutes jouées MJ : Nombre de matchs joués MT : Matchs joués en tant que titulaire : but : passe décisive : joueuse entrée : joueuse remplacée : capitaine : carton jaune : carton rouge |
| Équipe d'Australie   | 90         | 90         | 90         | 120        | 390        | 8           | 4              | 4          | -          | Abréviations et symboles : TT : Total de minutes jouées MJ : Nombre de matchs joués MT : Matchs joués en tant que titulaire : but : passe décisive : joueuse entrée : joueuse remplacée : capitaine : carton jaune : carton rouge |

### Autres références
1. ↑  « Coupe du monde féminine. Découvrez tous les maillots des équipes en lice », sur ouest-france.fr, 3 juin 2019 (consulté le 31 janvier 2020)
2. ↑  « Coupe du monde 2019 : la liste des 23 Australiennes », sur L'ÉQUIPE, 14 mai 2019 (consulté le 14 mai 2019)